# Dům U Herzogů
Dům U Herzogů, také Pernštejnský, nebo U brány Zderazské je původem gotický měšťanský dům čp. 344/I v ulici Na Perštýně 5 v Praze 1 na Starém Městě, známý svou restaurací.
Od roku 1964 je tento dům chráněn jako kulturní památka.

## Historie
Gotický dům s klenutými sklepy má v severních partiích rovněž gotické stěny do úrovně přízemí. Narůstal při staroměstské hradební zdi poměrně složitě.
V písemných pramenech se poprvé objevil roku 1398 a byl popsán jako dům staroměstského měšťana Hanka ze Such(o)dola, ve farnosti kostela sv. Martina ve zdi, při bráně Zderazské, kterou se jde ke Zderazskému klášteru a na Vyšehrad. Hankovi patřil dům až do roku 1409, kdy jej za 40 kop grošů českých prodal sladovníku Mikuláši alias Mikešovi Ryšlavému. Při tomto prodeji je situace domu zpřesněna: mezi městským příkopem z jedné strany a domem Johánka Běhala z druhé strany'. Johánek Běhal či Byhal bydlel v domě čp. 345/I. Po Mikešově smrti roku 1433 dům obývala vdova.
V první polovině 16. století byl majitelem domu Jiří Kasík, zvaný z Pernštejna, po němž má ulice jméno Na Perštýně. Kasík rozšířil dům o celý jižní hloubkový trakt, renesanční konstrukce tvoří valená klenba s výsečemi západně od schodiště, další zdivo je barokní.
Od emigrantky Anny Víškové z Vyškovic dům roku 1628 koupil patricij Baltazar Globic z Bučína, který býval konšelem a primasem malostranským, v době stavovské vzpoury roku 1621 byl uvězněn, ale pak uznán nevinným a propuštěn. Vlastnil dva domy, tento na Perštýně a U Zlatého stromu na Malé Straně, oba přenechal svému synovi Samuelovi Globicovi, který zastával úřad radního a v roce 1653 byl povýšen do šlechtického stavu za statečnost, kterou prokázal při obléhání Prahy Švédy. Samuel byl zeměměřičem a měl dva syny: Samuel Rafael († 1662) se stal malířem a Jan Daniel lékařem († 1660.
Roku 1725 se majitelka domu s pivovarem, Anna Veronika Herzogová, provdala za malíře Václava Vavřince Reinera, který vyzdobil dům nástěnnou malbou Nejsvětější Trojice a žil v něm až do své smrti († 1743).
V letech 1833–1836 následovala pozdně klasicistní přestavba podle plánů architekta a stavitele Jana Křtitele Vítka (psal se Johann Christian Wytteck). Celek byl zvýšen o druhé patro a v dosavadní zahradě na západní straně postaven další dům, oddělený později pod samostatné čp. 961/I. Uliční průčelí domu je pozdně klasicistní a má tříosý rizalit s trojúhelným štítem.
Označení hostince na fasádě U medvídků se vztahuje k domovnímu znamení sousedního domu, s nímž je provoz již od 19. století propojen.